# Dieter Freudenberg
 Dieter Freudenberg (* 20. Februar 1926 in Weinheim; † 1. Oktober 2010) war ein deutscher Unternehmer.

## Wirken
Nach Notabitur, Militärdienst und Gefangenschaft trat Freudenberg 1945 in die Unternehmensgruppe Freudenberg ein und wurde zunächst im Vertrieb sowie bei der Wahrnehmung der ausländischen Beziehungen für das damals dominierende Ledergeschäft ausgebildet. Er verbrachte längere Lehraufenthalte im Ausland, unter anderem in London, Paris, Südafrika und Argentinien. 1953 übernahm er zunächst Vertriebsaufgaben im Unternehmen und erhielt im Folgejahr Prokura. Von 1959 bis 1990 war er persönlich haftender Gesellschafter, danach gehörte er bis 1998 dem Gesellschafterausschuss an.
Von 1971 bis 2002 war Freudenberg Mitglied des Weinheimer Gemeinderates. 1986 gründete er in Weinheim die Domhof-Stiftung zur Förderung der musikalischen Jugend. Gemeinsam mit seiner Frau legte er eine einzigartige Sammlung mit mehr als 800 historischen Musikinstrumenten an, die sie im Jahr 2000 den Reiss-Engelhorn-Museen vermachten, Grundstock für das Mannheimer Museum Bassermannhaus für Musik und Kunst.
Freudenberg wurde 1998 von der TSG Weinheim zum Ehrenmitglied ernannt.